# Zio Paperone in chicchi di riso e monete d'oro
Zio Paperone in : chicchi di riso e monete d'oro è una storia della Walt Disney realizzata interamente dal grande cartoonist veneziano Romano Scarpa con le inchiostrazioni di Sandro Del Conte, pubblicata per la prima volta in Italia sul numero 1879 del settimanale Topolino, datato 1º dicembre 1991. Successivamente la storia è stata ripubblicata sul numero 379 di Paperino, datato gennaio 2012.

## La storia
L'avventura appartiene a quel gruppo di storie realizzate da Scarpa tra gli anni sessanta e gli anni ottanta per lo Studio Disney Program, pubblicate in diverse pubblicazioni estere.